# بظ يطير وقيادة الكوكب
باز يطير وقيادة الكوكب (بالإنجليزية: Buzz Lightyear of Star Command)‏ مسلسل كرتوني (رسوم متحركة) أنتجتها شركة ديزني عامي 2000 - 2001 من جزيئين، ويتألف من 63 حلقة.
في السلسلة يظهر باز يطير بطل فيلم حكاية لعبة في مغامرات تدور أحداثها في الفضاء الخارجي، وأدى صوته الإنكليزي باتريك واربرتن، وصوته العربي ضياء عبد الخالق.

## وصلات خارجية
- بظ يطير وقيادة الكوكب على موقع IMDb (الإنجليزية)
- بظ يطير وقيادة الكوكب على موقع ميتاكريتيك (الإنجليزية)
- بظ يطير وقيادة الكوكب على موقع فيلمافينيتي (الإسبانية)
- بظ يطير وقيادة الكوكب على موقع كينوبويسك (الروسية)
- بظ يطير وقيادة الكوكب على موقع ألو سيني (الفرنسية)
- بظ يطير وقيادة الكوكب على موقع قاعدة بيانات الفيلم (الإنجليزية)